# Vinasat-2
Vinasat-2 – wietnamski geostacjonarny satelita telekomunikacyjny, pracujący z pozycji orbitalnej 131,8°W; drugi wietnamski satelita telekomunikacyjny.
Satelita został zbudowany przez firmę Lockheed Martin, w oparciu o platformę A2100A, podobnie jak jego poprzednik, Vinasat-1. Wyposażony jest w 24 transpondery pasma Ku. Planowy czas działania satelity to 15 lat. Wyniesiony razem z satelitą JCSat 13. Faza odbioru statku zakończyła się na początku lipca 2012.
Cała misja satelity wyceniana jest na około 260-280 mln. USD. Wietnam oczekuje zwrotu tej inwestycji po około 10 latach.